# Tom Wolf (politicus)
Thomas Westerman (Tom) Wolf (York, 17 november 1948) is een Amerikaans politicus van de Democratische Partij. Tussen 2015 en 2023 was hij de gouverneur van de Amerikaanse staat Pennsylvania.

## Levensloop
Wolf werd geboren in York en groeide op in de nabijgelegen plaats Mount Wolf, vernoemd naar een van zijn voorvaderen. Tot 1967 volgde hij onderwijs op een kostschool, daarna ging hij studeren aan Dartmouth College in New Hampshire. Hier behaalde Wolf in 1972 zijn Bachelor of Arts, magna cum laude. Voorts behaalde hij in 1978 een Master of Philosophy aan de Universiteit van Londen, en in 1981 een Doctor of Philosophy aan het Massachusetts Institute of Technology. Tijdens zijn studietijd op Dartmouth College bracht Wolf twee jaar door in India. In 1975 trad hij in het huwelijk met Frances Donnelly, die hij op de middelbare school had ontmoet. Zij hebben twee volwassen dochters.
Na zijn studies werkte Wolf als vorkheftruckchauffeur bij Wolf Organization Inc., een familiebedrijf. Hij nam het bedrijf in 1985 over met twee partners, en verkocht het in 2006 door aan een geprivatiseerde firma. Nadat hij tussen 2007 en 2008 werkzaam was voor de staat als Secretary of Revenue, wilde Wolf zich in 2010 beschikbaar stellen voor de gouverneursverkiezingen in Pennsylvania. Hij besloot dit echter op het laatste moment niet te doen en koos ervoor zijn vroegere bedrijf Wolf Oragnization Inc. terug te kopen, dat op de rand stond van een faillissement. Gedurende enkele jaren bleef hij vervolgens in het bedrijfsbestuur actief, tot hij zich in 2013 alsnog ging concentreren op de politiek.

### Gouverneur
Op 2 april 2013 stelde Wolf zich kandidaat voor de gouverneursverkiezingen in Pennsylvania van 2014. Hij financierde zijn campagne met 10 miljoen dollar uit zijn eigen vermogen, en slaagde erin nog eens 5 miljoen dollar te vergaren van supporters. Hiermee werd o.a. een intensieve televisiecampagne gevoerd, waardoor Wolf veel bekendheid kreeg. Hij voerde voortdurend de peilingen aan, en wist op 20 mei 2014 de Democratische voorverkiezing overtuigend te winnen. Bij de algemene verkiezingen, die plaatsvonden op 4 november 2014, nam Wolf het vervolgens op tegen de zittende Republikeinse gouverneur Tom Corbett, die uiteindelijk met een verschil van bijna 10% werd verslagen. Het was de eerste keer sinds 1854 dat in Pennsylvania een zittend gouverneur zijn herverkiezing verloor. Ook kwam er een eind aan een periode van 64 jaar waarin Democraten en Republikeinen om en om telkens acht jaar aan de macht waren.
Op 20 januari 2015 werd Wolf in hoofdstad Harrisburg ingezworen als gouverneur van Pennsylvania. Hij kondigde aan niet zijn intrek te nemen in de officiële ambtswoning, maar in plaats daarvan te blijven wonen in zijn woonplaats York. De ambtswoning bleef echter wel in gebruik voor officiële ontvangsten en gebeurtenissen. Kort na zijn inauguratie ondertekende Wolf een aantal wetten. Zo werd het doen van giften aan ambtenaren verboden en werd tevens fracking in de staatsparken aan banden gelegd. Ook schortte Wolf door middel van een moratorium de doodstraf op.
In juli 2015 werd Wolf door invloedrijke media genoemd als de meest liberale gouverneur van de Verenigde Staten. Dit was gebaseerd op een onderzoek waarbij openbare verklaringen en persberichten met elkaar vergeleken waren. Wolf verwierp de beoordeling en stelde dat hij zijn politieke keuzes niet maakte vanuit een ideologie, maar uit praktische overwegingen.
In 2018 werd Wolf herkozen voor een tweede ambtstermijn. Deze ging van start in januari 2019 en liep tot januari 2023. Na twee volledige ambtstermijnen kon hij zich als gouverneur niet opnieuw herkiesbaar stellen. Hij werd op 17 januari 2023 opgevolgd door zijn partijgenoot Josh Shapiro.
- Gemeinsame Normdatei: 117620999X
- International Standard Name Identifier: 0000 0004 5287 4789
- Library of Congress Control Number: no2015120594
- Virtual International Authority File: 317285331
- WorldCat: E39PBJdcCTk4T9hg3yKPqrgVG3